# Rai News 24
Rai News 24 è un canale televisivo italiano all-news prodotto dalla Rai.
Lanciato alle ore 6:00 CEST del 26 aprile 1999, è stato il primo canale italiano di sole notizie a diffusione nazionale a trasmettere in diretta 24 ore al giorno.
Dal 2013 dipende dalla testata giornalistica Rai News, di cui fanno parte anche il servizio teletext Televideo e il portale web Rainews.it, diretta dal 2025 da Federico Zurzolo. 

## Descrizione
Rai News 24 trasmette 24 ore su 24 in diretta sul canale 48 del digitale terrestre e via satellite.
La sua programmazione è anche visibile in simultanea su Rai 1 tutte le notti dalle 2:30/3:00 circa alle 6:15/6:30 circa, su Rai 3 in autunno, inverno e primavera dalle 6:00 alle 7:00 il lunedì, dalle 2:00 circa alle 7:00 dal martedì al venerdì, dalle 6:00 alle 8:00 il sabato e dalle 6:30 alle 8:00 la domenica; in estate va in onda dalle 2:00 circa alle 8:00 dal lunedì al venerdì al posto di Buongiorno Italia e Buongiorno Regione e su Rai 2 il sabato, la domenica e il lunedì tra le 2:00 e le 6:00 circa e nel periodo estivo anche dal lunedì al venerdì, mentre dal 30 ottobre 2024, dal lunedì al venerdì dalle 6:30 alle 7:10. Da marzo a maggio 2020 dalle 18:15 alle 18:45 a causa dell’emergenza coronavirus andarono in onda degli speciali in simulcast su Rai 2. In caso di eventi straordinari Rai 2 ne trasmette il simulcast ad orari variabili.
È disponibile anche in diretta sul sito.
I programmi vanno in onda dagli studi della palazzina F del Centro di produzione Rai di Saxa Rubra in Roma. Il canale si avvale in vari casi anche delle sedi e delle redazioni regionali nonché delle sedi internazionali della Rai, oltre che di contributi di altre testate giornalistiche, italiane e internazionali (attraverso Rai Italia).
Il palinsesto è imperniato sui notiziari, trasmessi ogni 30 minuti circa, intervallati da notiziari meteo e dalle informazioni sul traffico curate dal CCISS. A essi si affiancano gli spazi notturni e mattutini dedicati alla rassegna stampa e molti altri programmi tematici.
Rai News 24 conta oltre 200 giornalisti.

## Storia

Fotogramma della sigla in uso dal 4 aprile 2022

La realizzazione di un canale pubblico notiziario, prevista dal contratto di servizio tra la Rai e il Ministero delle comunicazioni, si concretizzò a partire dalle ore 6:00 del 26 aprile 1999, con la nascita di Rai News 24 (visibile via satellite in chiaro, con uno spazio in simultanea su Rai 3), ispirato al canale britannico BBC News 24 (della cui redazione faceva parte anche Carlo de Blasio, attuale vicedirettore della TGR, che da sette anni era a Londra per lavorare nel servizio pubblico radiotelevisivo britannico). Il primo responsabile fu Michele Mezza, mentre il primo conduttore ad apparire in video fu Roberto Amen.

### Esordi
Agli esordi, Rai News 24 era diretto da Roberto Morrione.
Il canale sperimentava soluzioni allora insolite in Italia, integrando televisione, rete e tecnologie digitali: significativa fu la scelta di una grafica multischermo, ideata da Giuseppe Rogolino, così come il diffuso utilizzo di collegamenti in videoconferenza con inviati ed esperti. In particolare, per ridurre il numero di bit necessari alla codifica del segnale, lo schermo era diviso in varie finestre: la finestra occupata dal segnale televisivo occupava poco meno della metà del numero di pixel totali, poiché le altre parti dello schermo contenevano testi informativi riguardanti l'ora esatta, i titoli delle notizie principali, gli indici delle borse valori e delle valute, il meteo, gli indirizzi dei siti Internet d'approfondimento per le varie notizie e il logo del notiziario o della rubrica in onda in quel momento.
Nella grafica comparivano simultaneamente tre campi testuali e due video, in modo da far recepire le notizie anche senza ascoltarne l'audio, con un'architettura basata sull'HTML.
Fino al 19 maggio 2000 il canale trasmetteva in diretta dal lunedì al venerdì, proponendo solo repliche il sabato e la domenica. Dal giorno dopo le dirette sono estese anche a questi ultimi due giorni.
Sul finire del 2005 Rai News 24 mette a segno varie esclusive sulla guerra in Iraq, informando dell'uso di armi quali il fosforo bianco o il napalm (attraverso un'inchiesta di Sigfrido Ranucci) da parte dell'esercito statunitense, e del comportamento in combattimento di alcuni soldati italiani a Nassiriya. Questi e altri risultati giornalistici sono stati ottenuti nonostante la notevole scarsezza di risorse economiche e tecnologiche al confronto delle altre grandi testate Rai (il primo bilancio era di soli 42 miliardi di lire, di cui 10 solo per spese di redazione). La questione si è ripresentata più volte negli anni successivi.

### La direzione Mineo
Il 10 novembre 2006 Rai News 24 apre un proprio canale ufficiale su YouTube, con video tratti dai notiziari e dalle rubriche andate in onda, rimossi nel 2014 a causa della fine della collaborazione tra la Rai e il sito di condivisione video. Il canale ha poi ricominciato a pubblicare video nel 2024, tuttavia i video originali non sono mai stati ripristinati.
Il 25 novembre 2006, con la direzione di Corradino Mineo, il canale inaugura un nuovo logo, una nuova sigla e una nuova veste grafica a tutto schermo, progettata ancora una volta da Giuseppe Rogolino, che successivamente subirà una modifica da parte del grafico Marco di Cesare. Venne inoltre introdotta la doppia conduzione per alcune edizioni del notiziario. In collaborazione con Rai 3, si lavora alla realizzazione di un telegiornale in lingua araba per Rai Med. Nello stesso periodo, il canale sbarca anche sul digitale terrestre.

#### Sviluppi e contrasti con la Rai
Tra il 2010 e il 2012, grazie anche al passaggio al digitale terrestre, Rai News 24 registra uno sviluppo in termini di ascolti, ma sorgono alcuni contrasti tra la redazione e l'editore Rai per vari motivi.
Il 3 maggio 2010 la Rai decide che il simulcast del canale su Rai 3 terminerà anticipatamente alle ore 7, per fare spazio a Buongiorno Italia, un nuovo programma a cura della TGR, ma questa decisione non viene gradita dalla redazione.
Il 18 maggio 2010, in occasione della transizione televisiva al digitale terrestre in Lombardia e Piemonte orientale, la Rai lancia la nuova identità grafica aziendale e la nuova offerta televisiva. In quest'ottica, Rai News 24 diventa semplicemente Rai News (senza il 24), adottando di conseguenza una nuova grafica, per la quale la redazione segnala problemi tecnici, di leggibilità e funzionalità, in particolare durante la messa in onda delle ultim'ora.
Lo stesso giorno viene ampliato il novero di canali, con la nascita di Rai Sport 2. Ciò comporta lo spostamento da parte di Rai Way del canale dal mux B al mux A (dal mux 3 al mux 1 nelle aree interamente digitali). A causa di un cambio dei parametri tecnici legati alla sintonizzazione, sulla frequenza satellitare precedentemente in uso, viene attivato il segnale di Rai Sport 2: pertanto Rai News risulta irricevibile fino a una nuova sintonizzazione. I telespettatori di varie zone d'Italia lamentano problemi di ricezione su entrambe le piattaforme e interruzioni della diretta tv.
A seguito di ciò, i giornalisti decidono di interrompere la programmazione di Rai News e convocano una riunione straordinaria del comitato di redazione in studio, trasmessa in diretta sul canale (sotto il controllo di Vittorio Di Trapani). All'assemblea partecipa il segretario dell'Associazione Stampa Romana, Paolo Butturini, che annuncia l'intenzione di denunciare la Rai per interruzione di pubblico servizio e parlando apertamente di oscuramento del canale.
La Rai risponde con un comunicato in cui nega recisamente di aver oscurato il canale e dichiara di aver avvisato la redazione dell'intervento tecnico imminente. In un'altra nota l'editore ribadisce il ruolo strategico di Rai News, assicurando di aver debitamente allertato i telespettatori sulla necessità di una nuova sintonizzazione degli apparecchi (comunicato Rai Way del 17 maggio 2010). La Rai afferma, tra l'altro, che lo spostamento di multiplex garantisce a Rai News una maggiore copertura nazionale e la possibilità di trasmettere programmi regionali (procedura tecnicamente impossibile su un multiplex con trasmissione in isofrequenza come Rai Mux B). Per settembre, infatti, viene prefigurato lo spostamento dell'edizione notturna del telegiornale regionale da Rai 3 a Rai News, ma sia la redazione della TGR sia quella di Rai News non approveranno questa scelta e ne otterranno in seguito l'annullamento.
Il 29 agosto 2011 Rai News 24 passa in un nuovo studio provvisorio per consentire alcuni lavori di ristrutturazione del precedente. In questa occasione vengono sperimentate nuove soluzioni tecniche: illuminazione a diodi, in grado di ridurre i consumi e la dispersione termica, e nuove telecamere a controllo remoto.
A partire dall'ottobre 2011 il canale, per scelta aziendale, si trova a dover cedere spazi di palinsesto ad alcune rubriche quotidiane della TGR, ovvero Piazza Affari e Italia Sera. Sia la redazione TGR che quella di Rai News non approvano queste variazioni di palinsesto; Italia Sera chiuderà poi già nel mese di dicembre, mentre Piazza Affari dopo qualche tempo sarà spostata su Rai 3.
Nello stesso mese il direttore Corradino Mineo spiega (in un editoriale e in alcune interviste rilasciate ad altre testate) le difficoltà di Rai News a operare efficientemente, a causa di scarsi mezzi tecnici e collaboratori a disposizione, circostanza a suo giudizio legata al disinteresse dell'azienda nei confronti della rete. Il direttore lamenta, in particolare, la mancanza in studio di operatori di ripresa, con il conseguente obbligo di adottare telecamere fisse (e dunque una qualità bassa dell'immagine televisiva), la povertà della grafica, (dovuta all'assenza di una redazione appositamente preposta alla sua gestione), la carenza di personale e molteplici altri problemi.
Il 15 dicembre 2011 Rai News rinnova sigla e grafica, con il passaggio al formato panoramico 16:9: è pertanto il primo telegiornale della Rai a trasmettere con questo rapporto d'aspetto. La Rai annuncia inoltre la nuova versione dello storico studio del canale per i primi mesi del 2012, ma di fatto il progetto si concretizzò solo a inizio 2013.
Dal marzo 2012, sulla falsariga del canale notiziario concorrente TGcom24, Rai News comincia a realizzare notiziari flash in onda sugli altri canali digitali della Rai come "pillole informative" (che tra l'altro ottengono l'effetto di promuovere la rete). Inoltre, per la politica di contenimento dei costi praticata dalla Rai, viene ridotto di 300.000 euro il bilancio del canale, che scende così a poco più di cinque milioni di euro.
Nello stesso anno la Rai progetta una fusione di Rai News e Televideo, affidando il compito al vicedirettore generale Antonio Marano, ma anche questa idea non incontra l'approvazione delle due testate.

### La direzione Maggioni e la nascita del portale Rainews.it

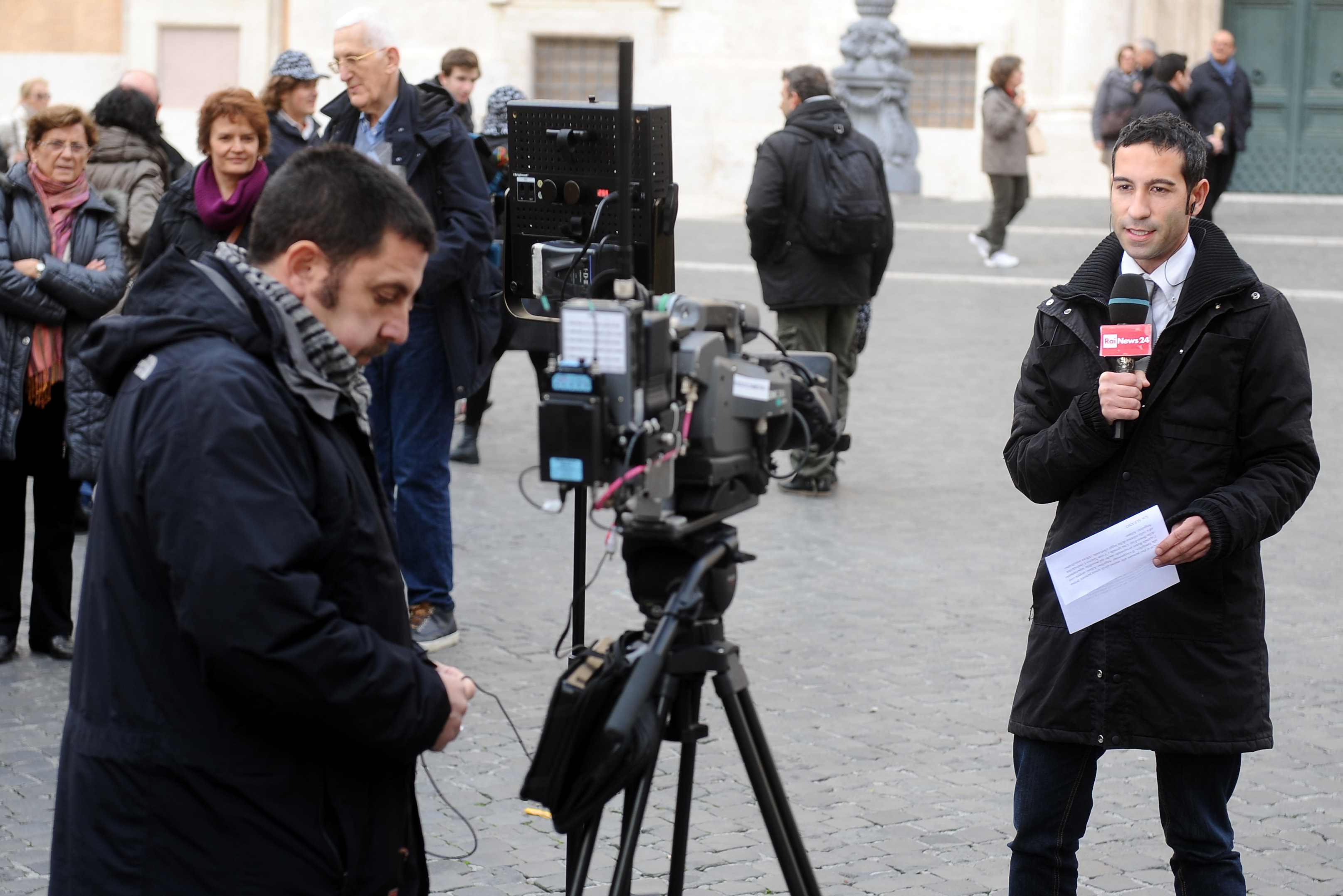
Una troupe di Rai News 24 in Piazza di Monte Citorio, dove si vede (a sinistra) Senio Bonini

L'8 gennaio 2013 Corradino Mineo lascia la direzione del canale, in quanto candidato come capolista al Senato della Repubblica nelle liste siciliane del Partito Democratico. Due giorni dopo il CdA della Rai nomina alla direzione l'ex conduttrice e responsabile degli speciali del TG1 Monica Maggioni.
Il 24 febbraio 2013, alle 7:00, il canale riprende il nome storico di Rai News 24, allestendo al contempo un nuovo studio.
Il 14 giugno il CdA della Rai ratifica la fusione della redazione di Rai News 24 con quella di Televideo, prodromo alla nascita della testata unificata Rai News e del portale omonimo, che diventa realtà il 1º dicembre, a cui la Rai affida il compito di fare da riferimento principale dell'informazione Rai in rete, unendo i siti di Rai News 24 e Televideo in un unico portale.
La Maggioni modifica inoltre la linea editoriale del canale, focalizzandosi principalmente sull'attualità e gli eventi in diretta. Cambia anche il palinsesto, varando anche nuove rubriche: Di Mattina, condotta inizialmente da Silvana Pepe, poi da Roberto Vicaretti ed Emanuela Bonchino; Con il tempo che corre, condotta da Alessandro Baracchini e Paolo Cappelli; Tutto in un'ora, condotta da Silvana Pepe dalle 20:00 alle 21:00. Inoltre le risorse economiche e i mezzi tecnici e umani a disposizione vengono considerevolmente aumentati.
Sul fronte degli ascolti, nel 2013 Rai News 24 mostra un leggero aumento dell'ascolto medio rispetto all'anno precedente, mentre l'indice del 2014 rivela un calo dell'11% rispetto all'anno precedente e di quello prima. Ciononostante, Rai News 24 comunque la sua primazia tra i canali notiziari in Italia. Alcune testate giornalistiche ed esponenti politici giudicarono scarsi tali risultati rispetto agli investimenti, mentre il portale Rainews.it ottenne il 300º posto tra i siti più visitati dagli utenti italiani.

### Interim Marzoli/Giojelli e la direzione Di Bella
Il 5 agosto 2015 Monica Maggioni lascia la direzione di Rai News 24 in seguito alla sua nomina a presidente della Rai. Dal giorno dopo, la direzione del canale viene affidata ad interim alla vicedirettrice Mirella Marzoli.
Il 27 settembre Rai News 24 adotta una nuova sigla, veste grafica e studio, con un sistema tecnologico rinnovato.
Il 31 ottobre il canale viene premiato agli Eutelsat TV Awards nella categoria News.
Il 5 novembre 2015 la guida ad interim di Rai News 24 passa al vicedirettore Giancarlo Giojelli; il protrarsi di tale gestione temporanea suscita proteste da parte della redazione, che si placheranno il 3 febbraio 2016 con la nomina a direttore di Antonio Di Bella da parte del consiglio di amministrazione. Con lui il canale subisce alcune modifiche, dalla grafica alla programmazione, con la nascita di nuovi programmi che affiancano quelli già in onda (per esempio, Telegram, condotto dal direttore, in onda tutti i giorni dalle 18:00 alle 18:20, e Newsroom Italia, condotto da Paolo Poggio).
Dal 4 gennaio 2017 Rai News 24 trasmette in alta definizione su Tivùsat.
Il 28 marzo 2018 Rai News 24 passa dalla numerazione 20 alla 24 su Tivùsat, in seguito all'assegnazione della LCN da parte del nuovo canale di Mediaset 20.
Dal 15 marzo 2020, per effetto dell'emergenza sanitaria COVID-19, Rai News 24 sospende fino a settembre i collegamenti televisivi di Rai Mobilità.
Dal giorno dopo, sempre a causa di tale emergenza, sostituisce alcune edizioni del TG1 fino a maggio su Rai 1. Inoltre Rai News 24 ha iniziato a trasmettere in simulcast per un breve periodo, il notiziario della prima rete Rai.

### La direzione Vianello
Il 29 luglio 2020 il Consiglio di Amministrazione della Rai, su proposta dell'Amministratore Delegato Fabrizio Salini, approva all'unanimità la nomina di Andrea Vianello alla direzione di Rai News al posto di Di Bella, che torna a ricoprire l'incarico di corrispondente Rai dagli Stati Uniti.

### La direzione Petrecca
Il 18 novembre 2021 il CdA della Rai, su proposta dell'amministratore delegato Carlo Fuortes, approva la nomina di Paolo Petrecca come direttore di Rai News, di cui era già vicedirettore.
Il 14 dicembre 2021, in seguito ad una riorganizzazione delle frequenze, sparisce la versione SD dal satellite, rimanendo disponibile solo in alta definizione. Grazie a ciò, il canale diventa visibile in chiaro.
A partire dal 2022 le trasmissioni di Rai News 24 vengono progressivamente diffuse con la codifica MPEG-4 e ricevibili solo da televisori e decoder abilitati alla visione dei canali in alta definizione. Il passaggio del canale alla nuova codifica avviene regione per regione, nelle stesse date previste per l'attivazione delle nuove frequenze stabilite dal Ministero dello sviluppo economico.
Nel dettaglio:
- Dal 3 gennaio in Valle d'Aosta
- Dal 4 gennaio in Sardegna
- Dal 10 gennaio in Piemonte
- Dal 20 gennaio in Lombardia
- Dal 10 febbraio in Trentino-Alto Adige
- Dal 24 febbraio in Veneto
- Dal 1º marzo in Friuli-Venezia Giulia
- Dal 2 marzo in Emilia-Romagna
- Dall'8 marzo nel resto d'Italia.

Dal 26 marzo 2022, Rai News 24 propone un piccolo spazio in lingua ucraina chiamato TEЛEНOBИHИ - TG in lingua ucraina, in onda alle 15:00 per informare i rifugiati in Italia dopo lo scoppio della guerra in Ucraina.
Dal 4 aprile 2022 viene utilizzato un nuovo logo, con una nuova sigla e anche uno studio temporaneo, in attesa di quello definitivo progettato da Renzo Piano, Massimo Alvisi e Junko Kirimoto, oltre a una revisione del palinsesto, con il debutto di nuove rubriche. Parte della veste grafica (insieme al logo in alto a sinistra) è tuttavia rimasta invariata sino al debutto del nuovo studio, avvenuto il 24 settembre successivo.
Dal 21 novembre 2022, Rai News 24 propone uno spazio informativo in lingua inglese prodotto in collaborazione con Rai Italia.
Dal 16 marzo 2023, Rai News 24 passa in HD anche sul DTT.
Il 30 settembre 2024, il programma di notizie TEЛEНOBИHИ - TG in lingua ucraina è stato spostato in una nuova fascia oraria, trasmettendo alle 16:30. Inoltre, la fascia oraria TG LIS delle 11:00 è stata spostata alle 11:30 solo per i giorni feriali. L'orario TG LIS delle 20:00 è stato ridotto quest'anno a circa 3-5 minuti senza alcun servizio da parte dei giornalisti (come negli anni precedenti).

## Programmi e conduttori
- Edizioni della notte (0:00-6:00): Piero Marrazzo, Josephine Alessio, Emanuela Gialli, Valentina Dello Russo, Gabriele Martelloni, Dario Marchetti, Maria Buono, Renata Petillo, Pierfrancesco Pensosi, Giorgio Santelli, Antonella Alba, Federico Zatti, Eugenio Francesconi.
- Edizioni del mattino (6:00-12:00): Paolo Cappelli, Francesco Musi, Laura Squillaci, Micol Pieretti, Chiara Burtulo, Cristina Raschio, Elena Scotoni, Maria Grazia Abbate.
- Edizioni del pomeriggio (12:00-18:00): Francesca Biagiotti, Alessandro Baracchini, Giuseppina Testoni, Barbara Di Fresco, Lorenzo Di Las Plassas, Laura Cervellione, Annalisa Fantilli, Carlotta Macerollo, Laura Tangherlini, Annamaria Esposito.
- Edizioni della sera (18:00-0:00): Giancarlo Usai, Emanuela Bonchino, Sabrina Bellomo, Francesca Piatanesi, Massimiliano Melilli, Lorenzo Lo Basso, Elisa Dossi, Daniele Lorenzetti, Emilio Fuccillo, Giulia Bosetti, Giovanna Tatò.

### Nota
- Ogni giorno alle 11:00 e alle 20:00 va in onda il TG LIS (Lingua dei Segni Italiana) che dura dai 5 ai 10 minuti. Successivamente la rete ritorna alla normale programmazione.
- L'elenco dei relatori sopra riportato potrebbe non essere accurato in quanto alcuni ospitanti potrebbero essere temporanei solo per un anno o essere "ospitanti sostitutivi" (nel senso che compilano secondo necessità)

### Rassegne stampa
La rassegna stampa è il luogo in cui i giornali vengono rivisti e letti con commenti al pubblico televisivo che guarda da casa.
Dal 2021 al 7 giugno 2024, la rassegna stampa serale trasmessa come Sera24 (con lo slogan Oggi e Domani) solo nei giorni feriali o Rassenga Stampa solo nei fine settimana, di solito ci sono ospiti (per lo più giornalisti di quotidiani) che discutono e commentano con il conduttore i titoli/argomenti del giorno successivo di vari quotidiani italiani.
Nei giorni feriali, la rassegna stampa viene trasmessa in TV dalle 22:30 alle 23:50. Nei fine settimana, la rassegna stampa va dalle 23:15 alle 23:50. Gli ultimi 5 minuti della versione feriale e del fine settimana della rassegna stampa sono dedicati al conduttore che commenta e legge i titoli di vari quotidiani nazionali italiani. Tra le 23:50 e le 00:00 viene trasmessa la rubrica Focus 24 o un reportage di un giornalista.
Durante la stagione estiva la rassegna stampa viene trasmessa dalle 23:00 alle 23:50 nei fine settimana e dalle 23:15 alle 23:50 nei fine settimana. Gli ultimi 5 minuti della versione feriale e del fine settimana della rassegna stampa sono dedicati al conduttore che commenta e legge i titoli di vari quotidiani nazionali italiani. Tra le 23:50 e le 00:00 viene trasmessa la rubrica Focus 24 o un reportage di un giornalista.
Le rassegne stampa mattutine si svolgono alle 7:00 e alle 8:30 nei giorni feriali. Nell'edizione mattutina della rassegna stampa delle 8.30, di solito c'è un ospite invitato a discutere i titoli dei giornali. Nei fine settimana, la rassegna stampa viene trasmessa alle 7:30 e poi ritrasmessa alle 8:30. Nei giorni festivi la rassegna stampa viene effettuata alle 7:30 e alle 8:30.
La rassegna stampa mondiale (o internazionale) viene effettuata nei giorni feriali alle 7:45 e viene successivamente ritrasmessa alle 9:45 per discutere i titoli dei giornali mondiali.
- Rassegna stampa della sera: Emilio Fuccillo, Lorenzo Lo Basso, Massimiliano Melilli, Francesca Biagiotti, Chiara Paduano
  - Ospitanti sostitutivi: Daniele Lorenzetti, Giancarlo Usai, Laura Tangherlini, Giuseppina Testoni
  - ex conduttori: Valentina Dello Russo, Emanuela Bonchino, Sabrina Bellomo, Gianluca Semprini e Emanuela Bonchino
- Rassegna stampa del mattino: Roberto Vicaretti (giorni della settimana) Marco Silenzi (Fine settimana),
  - Ospitanti sostitutivi: Micol Pieretti, Annalisa Fantilli, Chiara Burtulo e Paolo Cappelli, Lorenzo Lo Basso
  - ex conduttori: Gianluca Semprini, Sabrina Bellomo, Carlotta Macerollo,
- Rassegna stampa esteri: Paolo Cappelli

### News rubriche / programma
| Nome del programma                                           | Descrizione | Fascia oraria | Conduttori |
| ------------------------------------------------------------ | --- | --- | --- |
| Cronache dall'Italia                                         | Spettacolo nei giorni feriali con i titoli delle principali notizie italiane con reportage in tempo reale | Giorni feriali, dalle 9:30 alle 9:45 | Vari conduttori ma solitamente è lui che fa Rassenga Stampa durante Mattina 24                                                                       |
| Economia 24                                                  | Discussione sull'economia con gli ospiti | Giorni feriali, dalle 17:30 alle 18:00 (tranne estate e vacanze)                                                                                     | Giuliana Palmiotta, Cristina Raschio, Riccardo Cavalliere, Raffaele Cappuccio, Annalisa Salsano, Alessandro Marchetti, Simone Lupo Bagnacani         |
| Filo Diretto Estate                                          | Il programma è stato denominato "Filo Diretto" per l'estate 2024. Interviste a vari ospiti su vari argomenti. | Giorni feriali, dalle 10:00 alle 11:00 e dalle 14:30 alle 15:00                                                                                      | Vari conduttori |
| Focus 24                                                     | Si tratta di una ritrasmissione di un'intervista o discussione precedente avvenuta all'inizio della giornata o del giorno precedente incentrata su un argomento specifico. La durata è solitamente compresa tra 5 e 12 minuti. | Vari orari durante la settimana, ma di solito dopo le 19:30 e il giorno successivo tra le 12:00 e le 5:00.                                           | Non applicabile |
| In un'ora (2022-2024)                                        | Discussione dei titoli di oggi in 1 ora con gli ospiti | Giorni feriali, dalle 18:30 alle 19:30 (tranne estate e vacanze)                                                                                     | *Gianluca Semprini (2022) *Giancarlo Usai (25 settembre 2023 –7 giugno 2024)                                                                         |
| Il Sabato di Rainews (2024-2025)                             | "Le notizie dall’Italia e dal mondo, l’attualità, gli aggiornamenti, i personaggi e i trends della settimana, le notizie e le ricerche più di tendenza su Rainews.it, il portale di informazione della Rai. Tra le novità “L’angolo delle buone notizie”, uno spazio dedicato al commento di ciò che di bello è avvenuto nella settimana che sia di ispirazione e regali uno sguardo positivo sul mondo." | sabato, dalle 10:00 alle 11:00 | Paola Petrecca |
| Lo Stato dell'Unione                                         | Discussione sulla politica europea con gli ospiti | Domenica, dalle 10:30 alle 11:30 (tranne estate e vacanze)                                                                                           | Donato Bendicenti |
| Mattina 24 (2022-oggi)                                       | Spettacolo mattutino nei giorni feriali con i titoli più importanti. Quando lo spettacolo viene trasmesso di nuovo alle 7:30, il presentatore riassume il titolo della notizia e poi procede a discutere di arte, cultura e società italiana, notizie ed eventi con gli ospiti. Questa trasmissione è conosciuta anche come Finestra sull'Italia                                                          | Giorni feriali, dalle 6:00 alle 7:00 e dalle 7:30 alle 7:45 (tranne estate e vacanze)                                                                | - Chiara Padovano (aprile 2022-29 giugno 2023) - Roberta Ammendola (25 settembre 2023 – 7 giugno 2024) - Lorenzo Lo Basso (30 settembre 2024 - oggi) |
| Notizie in inglese (2022-oggi)                               | Le principali storie del giorno presentate in lingua inglese | Giorni feriali, dalle 13:30 alle 13:35-13:40 (tranne estate e vacanze)                                                                               | Helen Viola |
| Periferie (2023-2024)                                        | --- | Sabato, dalle 11:05 alle 12:00 | Lorenzo Lo Basso e Annalisa Fantilli |
| Pomeriggio 24                                                | ----- | Giorni feriali, dalle 14:30 alle 16:00 | - Alessandro Baracchini (2022–2023) - Giuseppina Testoni (25 settembre 2023-7 giugno 2024) - Adele Grossi (30 settembre 2024-oggi)                   |
| TEЛEНOBИHИ - TG in lingua ucraina (26 marzo 2022 – presente) | Notizie dall'Ucraina in lingua ucraina | 7 giorni su 7, dalle 16:30 alle 16:35 (30 settembre-oggi)                                                                                            | Non applicabile |
| Specchio dei tempi                                           | Discussione con gli ospiti di politica, economia e altre notizie | Giorni feriali, dalle 10:00 alle 11:00 (tranne estate e vacanze)                                                                                     | Roberto Vicaretti |
| Sera 24                                                      | La prima parte del notiziario è denominata "il Telegiornale" e va in onda dalle 18:00 alle 18:30. La seconda parte del programma è denominata "Il Racconto della Giornata" e va in onda dalle 18:30 alle 19:30. | Giorni feriali, dalle 18:00 alle 19:30 | - Giancarlo Usai (30 settembre 2024-oggi) |
| Sera 24 Giovani (2024-2025)                                  | Questo programma riguarda la discussione di attualità, arte e cultura con ospiti invitati. | Martedì e giovedì, dopo le 20:00, edizione TG LIS (inizia intorno alle 20:10 fino alle 21:00)                                                        | - Daniele Lorenzetti - Annalisa Fantilli - Giuseppina Testoni                                                                                        |
| Sport 24                                                     | * Discussione sui titoli sportivi con gli ospiti * La trasmissione delle 19:30 presenta i titoli delle notizie sportive di oggi senza presentatore, è una trasmissione con vari segmenti di notizie sportive combinati * Lo spettacolo delle 20:30 viene trasmesso solo il lunedì di solito è una discussione sui titoli dei giornali sportivi con i giornalisti sportivi.                                | * Dalle 12:30 alle 13:00 (7 giorni a settimana) * Dalle 19:30 alle 20:00 (10-12 minuti, 7 giorni a settimana) * Dalle 20:30 alle 20:45 (lunedì solo) | - Laura Cervellione - Francesco Musi - Marco Lollobrigida (solo lunedì alle 20:30, 2023-2024) - Giovanna Carollo (solo lunedì alle 20:30, 2024-2025) |

### Altre rubriche
- 24MM L'Approfondimento (il lunedì dalle 19:30 alle 20:00 e ritrasmesso il venerdì dalle 19:30 alle 20:00)
- AR - Frammenti d'arte (sabato): Costantino D'Orazio
- Altri Mondi (dal 2023, giovedì alle 16:45): Dario Marchetti
- Amarcord (dal lunedì al venerdì ore 17:20-17:30, 5–10 minuti)
- Basta la salute (Mercoledì): Gerardo D'Amico
- Central Park West (sabato): Antonio Monda
- Cammina Italia (sabato): Alfredo Di Giovampaolo
- Futuro24 (Il lunedì alle 16:45 e ritrasmesso alle 21:45): Andrea Bettini
- Rai Meteo (circa ogni 30 minuti)
- Motori24 (sabato alle 13:30 e ritrasmissione la domenica alle 13:30): Gemma Favia, a cura di Emilio D'Angelo, con la collaborazione di Silvia Sacchi
- La via dei libri (martedì alle 11:45 e ritrasmesso alle 21:45): Loretta Cavaricci, Ex conduttori: Carlotta Macerollo, Paola Marinozzi, Enrica Tommasini, Mario Forenza
- Pillole di poesia (giorni feriali successivi a Specchio dei tempi e Pomeriggio 24, 2022-2024): Luce Cardinale
- Pedala Italia[57] (sabato): Alfredo Di Giovampaolo
- Scienze e Tecnologia: Andrea Bettini e Marco Dedola
- Spotlight (venerdì, tranne l'estate)
- Sapori e colori (giovedì): Silvia Rita
- Sera24 (2022-), dalle 22:30 alle 00:00, giorni della settimana): conduttori delle edizioni della sera
- Tutti Frutti (venerdì): Laura Squillaci
- Traffico a cura di Rai Mobilità

### Redazione politica
- Caporedattore: Paolo Petrecca
- Vicecapiredattore: Paola Duce
- Quirinalista: Federica Mango
- Chigista: Senio Bonini
- Cronisti parlamentari: Enrica Agostini, Sabrina Bellomo, Gabriele Martelloni, Giorgia Rombolà, Giorgio Santelli, Roberto Secci, Francesca Biagiotti, Martina Cecchi De Rossi
- Assistenti di redazione: Tiziana Cantarelli, Stefania Chiolo, Camilla Pischiutta

Le rubriche di Rai News 24 vanno in onda in larga parte da Roma, salvo dove è espressamente indicato il contrario. Il palinsesto è soggetto a variazioni in caso di eventi straordinari.

### Rubriche cessate
- Che anno è, che giorno è
- Cronache dal Mondo: con Paolo Cappelli
- Effetto Farfalla (ottobre 2020-2021)
- È già Domani (2021-2022)
- DigiTango (2022-26 giugno 2023)
- Il caffè di Rainews
- Il punto alle 20
- Il Sabbatico: Alberto Melloni
- Italia sera (a cura della TGR - tra ottobre e dicembre 2011)
- la Bussola (2016-2020): con Donato Bendicenti
- L'oro verde
- Login: con Dario Marchetti
- Lunedì Sport: con Marco Franzelli
- Mordi e fuggi
- Newsroom Italia (2015-2021): con Paolo Poggio
- Obiettivo Italia
- Parliamone: con Chiara Paduano
- Piano Pianissimo: con Guido Zaccagnini
- Quel che resta del giorno
- Superzap (1999 - TG esteri): tra i conduttori Giovanna Tatò
- Telegram (2016-2019) (dalle 19:30): con Antonio Di Bella
- Tg Kids (notiziario in pensione) -- (3 maggio 2022-20 ottobre 2023)
- Studio24 (dalle 9:45 alle 11) -- (2010-2022, programma di notizie cessato)
- Studio24 Estate (dal 3 al 7 luglio 2017 in simulcast con Rai 3, programma di notizie cessato)
- Studio24, Studio24 Estate e Filo diretto (2010-2022): con Roberto Vicaretti, Giorgia Rombolà e Iman Sabbah
- Sabato24 (2019-2022): con Enrica Agostini
- Update
- Vroom
- Weekend al Cinema: con Stefano Masi
- Ma che Mu: con Fausto Pellegrini e Alessandra Sacchetta
- Pillole di fisica

### In simulcast con le radio Rai
- Caterpillar AM (2011-2015)
- Italia: istruzioni per l'uso (2011)
- Un giorno da pecora (2012-2013)

## Ascolti

### Share mensile di Rai News 24
Dati Auditel relativi al giorno medio mensile sul pubblico individui 4+.
| Anno | Gen   | Feb   | Mar   | Apr   | Mag   | Giu   | Lug   | Ago   | Set   | Ott   | Nov   | Dic   | Media anno |
| ---- | ----- | ----- | ----- | ----- | ----- | ----- | ----- | ----- | ----- | ----- | ----- | ----- | ---------- |
| 2010 | 0,12% | 0,12% | 0,03% | 0,16% | 0,18% | 0,25% | 0,32% | 0,32% | 0,24% | 0,27% | 0,30% | 0,41% | 0,23%      |
| 2011 | 0,40% | 0,47% | 0,62% | 0,46% | 0,51% | 0,64% | 0,60% | 0,69% | 0,59% | 0,68% | 0,85% | 0,68% | 0,58%      |
| 2012 | 0,62% | 0,53% | 0,52% | 0,52% | 0,66% | 0,67% | 0,61% | 0,59% | 0,51% | 0,55% | 0,52% | 0,61% | 0,58%      |
| 2013 | 0,52% | 0,48% | 0,76% | 0,80% | 0,64% | 0,65% | 0,73% | 0,82% | 0,78% | 0,70% | 0,57% | 0,67% | 0,68%      |
| 2014 | 0,58% | 0,65% | 0,58% | 0,50% | 0,56% | 0,59% | 0,66% | 0,69% | 0,52% | 0,47% | 0,45% | 0,59% | 0,57%      |
| 2015 | 0,71% | 0,52% | 0,48% | 0,47% | 0,43% | 0,52% | 0,66% | 0,57% | 0,49% | 0,42% | 0,53% | 0,46% | 0,52%      |
| 2016 | 0,42% | 0,34% | 0,39% | 0,35% | 0,34% | 0,53% | 0,71% | 0,72% | 0,53% | 0,53% | 0,63% | 0,66% | 0,51%      |
| 2017 | 0,71% | 0,46% | 0,43% | 0,52% | 0,51% | 0,63% | 0,60% | 0,80% | 0,67% | 0,56% | 0,50% | 0,53% | 0,57%      |
| 2018 | 0,51% | 0,48% | 0,59% | 0,62% | 0,70% | 0,71% | 0,74% | 0,92% | 0,64% | 0,63% | 0,58% | 0,65% | 0,64%      |
| 2019 | 0,61% | 0,55% | 0,60% | 0,58% | 0,57% | 0,68% | 0,78% | 1,01% | 0,73% | 0,56% | 0,58% | 0,58% | 0,64%      |
| 2020 | 0,59% | 0,67% | 1,15% | 0,98% | 0,78% | 0,69% | 0,80% | 0,97% | 0,71% | 0,79% | 0,86% | 0,75% | 0,81%      |
| 2021 | 0,86% | 0,76% | 0,65% | 0,62% | 0,61% | 0,69% | 0,82% | 0,91% | 0,71% | 0,66% | 0,64% | 0,66% | 0,71%      |
| 2022 | 0,65% | 0,65% | 0,90% | 0,62% | 0,57% | 0,62% | 0,80% | 0,77% | 0,67% | 0,61% | 0,59% | 0,62% | 0,68%      |
| 2023 | 0,56% | 0,52% | 0,52% | 0,56% | 0,61% | 0,73% | 0,78% | 0,82% | 0,60% | 0,67% | 0,63% | 0,56% | 0,62%      |
| 2024 | 0,51% | 0,48% | 0,49% | 0,56% | 0,50% | 0,57% | 0,58% | 0,61% | 0,48% | 0,47% | 0,45% | 0,48% | 0,51%      |
| 2025 | 0,47% | 0,43% | 0,45% | 0,50% | 0,45% | 0,59% |       |       |       |       |       |       |            |

## Direttori
| Nome               | Periodo   |
| ------------------ | --------- |
| Roberto Morrione   | 1999-2006 |
| Corradino Mineo    | 2006-2013 |
| Monica Maggioni    | 2013-2015 |
| Mirella Marzoli    | 2015      |
| Giancarlo Giojelli | 2015-2016 |
| Antonio Di Bella   | 2016-2020 |
| Andrea Vianello    | 2020-2021 |
| Paolo Petrecca     | 2021-2025 |
| Federico Zurzolo   | dal 2025  |

## Loghi

### Canale televisivo

26 aprile 1999 - 12 febbraio 2002
13 febbraio 2002 - 22 luglio 2004
23 luglio 2004 - 24 novembre 2006
25 novembre 2006 - 17 maggio 2010
18 maggio 2010 - 23 febbraio 2013
24 febbraio 2013 - 3 aprile 2022
In uso dal 4 aprile 2022

### Sito web

18 maggio 2010 - 27 novembre 2011
28 novembre 2011 - 23 febbraio 2013
24 febbraio 2013 - 30 novembre 2013
1º dicembre 2013 - 26 dicembre 2021
In uso dal 27 dicembre 2021